# Cúpula quadrada
Cúpula quadrada ou Cúpula octagonal é um Sólido de Johnson (J4).
Pode ser obtido como um pedaço do Rombicuboctaedro. Como em todas as cúpulas, a base poligonal tem duas vezes mais arestas e vértices que o topo. Neste caso a base é um octógono (8 arestas e 8 vértices) e o topo é um quadrado (4 lados e 4 vértices).
As suas faces são 4 triângulos e 5 quadrados e um octógono.